# Kravčji Vrh
Kravčji Vrh este o localitate din comuna Črnomelj, Slovenia, cu o populație de 49 de locuitori.